# Sewardgletscher
Der Sewardgletscher liegt in der Eliaskette. Er befindet sich größtenteils in Yukon (Kanada). Lediglich ein kleinerer Bereich im Südosten gehört zu Alaska (USA). 
Er wurde nach dem US-amerikanischen Politiker und Außenminister William Henry Seward benannt.

## Geografie
Der 82 km lange Sewardgletscher bedeckt eine etwa 1300 km² Fläche, die sich zwischen den Gebirgsmassiven von Mount Logan im Norden und Mount Saint Elias im Süden erstreckt. Im Westen unweit der US-amerikanischen Grenze stößt er auf einer Höhe von 2080 m an den Columbus-Gletscher, der das Gebiet in westlicher Richtung entwässert. Der Sewardgletscher strömt anfangs 50 km in östlicher Richtung, wobei er eine Breite von bis zu 20 km aufweist. Anschließend wendet er sich nach Süden. Als etwa 5 km breiter Auslassgletscher fällt er bis auf eine Höhe von 670 m ab, bevor er in den Malaspinagletscher übergeht, der schließlich in den Golf von Alaska mündet.